# Shayne Gostisbehere
Shayne Gostisbehere (né le 20 avril 1993 à Margate, État de la Floride aux États-Unis) est un joueur professionnel de hockey sur glace franco-américain. Il évolue au poste de défenseur.

## Biographie
Shayne Gostisbehere est le fils de Christine et Régis Gostisbehere. Il a une sœur Felicia qui a pratiqué le patinage. Son père Régis est originaire du Sud-Ouest de la France. Il s'est installé en Floride pour venir jouer professionnellement au jaï-alaï. Son grand père maternel Denis Brodeur, originaire du Canada est venu s'installer en Floride avec sa famille. Partisan des Canadiens de Montréal, il a poussé Shayne à faire du hockey sur glace. 

### Carrière en club
Il commence le hockey sur glace avec les Coyotes de Coral Springs avant de poursuivre sa formation avec les Panthers Junior de la Floride. Il part dans le Connecticut à l'école préparatoire de hockey de South Kent à seize ans. Il est capitaine de l'équipe en 2010-2011. Il attire l'œil des recruteurs dont celui de John Riley, scout des Flyers de Philadelphie. 
En 2011, il accepte l'offre de l'université d'Union à Schenectady. L'équipe de hockey des Dutchmen évolue dans le championnat NCAA. Il est choisi au troisième tour, en 78e position par les Flyers de Philadelphie lors du repêchage d'entrée dans la LNH 2012. Les Dutchmen remportent l'association ECAC 2012 et 2013 ainsi que le championnat NCAA 2014. Gostisbehere est nommé parmi les finalistes pour le Trophée Hobey Baker. 
En 2014, il passe professionnel avec les Phantoms de l'Adirondack, club ferme des Flyers dans la Ligue américaine de hockey. Le 25 octobre 2014, il joue son premier match dans la Ligue nationale de hockey avec les Flyers face aux Red Wings de Détroit. Il ne dispute que sept matchs en LAH et LNH lors de la saison 2014-2015 avant de se blesser au genou. 
Il sert sa première aide dans la LNH le 14 novembre 2015 chez les Hurricanes de la Caroline lors de son troisième match dans la ligue. Il marque son premier but le 17 novembre 2015 face aux Kings de Los Angeles. Il marque 17 buts et 29 assistances en 64 parties de saison régulière. Il établit un nouveau record de la LNH pour un défenseur recrue avec une série de quinze matchs avec au minimum un point. Le précédent record était de dix matchs par Barry Beck des Rockies du Colorado en 1977-1978. Il établit avec cette série le record de franchise des Flyers pour un joueur recrue en effaçant la marque de dix matchs consécutifs établie par Mikael Renberg en 1993-1994. Il est opéré de la hanche et des abdominaux durant l'intersaison 2016-2017 comme son coéquipier Claude Giroux. Il est nommé pour le Trophée Calder 2016. Il est le dauphin de l'attaquant Artemi Panarine des Blackhawks de Chicago. Gostisbehere est nommé dans l'équipe d'étoiles des recrues.
Le 22 juillet 2021, il est échangé avec un choix de deuxième tour et un choix de septième tour au repêchage d'entrée dans la LNH 2022 aux Coyotes de l'Arizona.
Les Coyotes l'échangent aux Hurricanes de la Caroline le 1er mars 2023 contre un choix de 3e ronde en 2026.

### Carrière internationale
Il représente les États-Unis en sélections jeunes.

## Statistiques

### En club
| Saison     | Équipe                    | Ligue      |     | Saison régulière | Saison régulière | Saison régulière | Saison régulière | Saison régulière |   | Séries éliminatoires | Séries éliminatoires | Séries éliminatoires | Séries éliminatoires | Séries éliminatoires |
| Saison     | Équipe                    | Ligue      | PJ  | B                | A                | Pts              | Pun              | PJ               | B | A                    | Pts                  | Pun                  |                      |                      |
| 2009-2010  | South Kent Prep.          | USHS       | 33  | 6                | 27               | 33               |                  | -                | - | -                    | -                    | -                    |                      |                      |
| 2010-2011  | South Kent Prep.          | USHS       | 24  | 7                | 29               | 36               | 32               | -                | - | -                    | -                    | -                    |                      |                      |
| 2011-2012  | Dutchmen d'Union          | NCAA       | 41  | 5                | 17               | 22               | 20               | -                | - | -                    | -                    | -                    |                      |                      |
| 2012-2013  | Dutchmen d'Union          | NCAA       | 36  | 8                | 18               | 26               | 39               | -                | - | -                    | -                    | -                    |                      |                      |
| 2013-2014  | Dutchmen d'Union          | NCAA       | 42  | 9                | 25               | 34               | 26               | -                | - | -                    | -                    | -                    |                      |                      |
| 2013-2014  | Phantoms de l'Adirondack  | LAH        | 2   | 0                | 0                | 0                | 0                | -                | - | -                    | -                    | -                    |                      |                      |
| 2014-2015  | Phantoms de Lehigh Valley | LAH        | 5   | 0                | 5                | 5                | 0                | -                | - | -                    | -                    | -                    |                      |                      |
| 2014-2015  | Flyers de Philadelphie    | LNH        | 2   | 0                | 0                | 0                | 0                | -                | - | -                    | -                    | -                    |                      |                      |
| 2015-2016  | Phantoms de Lehigh Valley | LAH        | 14  | 2                | 8                | 10               | 6                | -                | - | -                    | -                    | -                    |                      |                      |
| 2015-2016  | Flyers de Philadelphie    | LNH        | 64  | 17               | 29               | 46               | 24               | 6                | 1 | 1                    | 2                    | 4                    |                      |                      |
| 2016-2017  | Flyers de Philadelphie    | LNH        | 76  | 7                | 32               | 39               | 32               | -                | - | -                    | -                    | -                    |                      |                      |
| 2017-2018  | Flyers de Philadelphie    | LNH        | 78  | 13               | 52               | 65               | 25               | 6                | 1 | 0                    | 1                    | 4                    |                      |                      |
| 2018-2019  | Flyers de Philadelphie    | LNH        | 78  | 9                | 28               | 37               | 22               | -                | - | -                    | -                    | -                    |                      |                      |
| 2019-2020  | Flyers de Philadelphie    | LNH        | 42  | 5                | 7                | 12               | 20               | 5                | 0 | 2                    | 2                    | 2                    |                      |                      |
| 2019-2020  | Phantoms de Lehigh Valley | LAH        | 2   | 0                | 1                | 1                | 0                | -                | - | -                    | -                    | -                    |                      |                      |
| 2020-2021  | Flyers de Philadelphie    | LNH        | 41  | 9                | 11               | 20               | 6                | -                | - | -                    | -                    | -                    |                      |                      |
| 2021-2022  | Coyotes de l'Arizona      | LNH        | 82  | 14               | 37               | 51               | 26               | -                | - | -                    | -                    | -                    |                      |                      |
| 2022-2023  | Coyotes de l'Arizona      | LNH        | 52  | 10               | 21               | 31               | 28               | -                | - | -                    | -                    | -                    |                      |                      |
| 2022-2023  | Hurricanes de la Caroline | LNH        | 23  | 3                | 7                | 10               | 4                | 15               | 0 | 3                    | 3                    | 6                    |                      |                      |
| 2023-2024  | Red Wings de Détroit      | LNH        | 81  | 10               | 46               | 56               | 16               | -                | - | -                    | -                    | -                    |                      |                      |
| Totaux LNH | Totaux LNH                | Totaux LNH | 619 | 97               | 270              | 367              | 203              | 32               | 2 | 6                    | 8                    | 16                   |                      |                      |

### En équipe nationale
| Année | Équipe                  | Compétition                 |   | PJ | B | A | Pts | Pun | +/-           |  | Résultat |
| 2013  | États-Unis junior       | Championnat du monde junior | 6 | 1  | 1 | 2 | 25  | +4  | Médaille d'or |  |          |
| 2016  | Équipe Amérique du Nord | Coupe du monde              | 3 | 0  | 4 | 4 | 4   | +4  | 5e place      |  |          |

## Trophées et honneurs personnels

### ECAC
- 2011-2012 : 
  - nommé dans l'équipe des recrues
  - nommé dans l'équipe du tournoi
- 2012-2013 : nommé dans la deuxième équipe d'étoiles
- 2013-2014 : 
  - nommé dans la première équipe d'étoiles
  - nommé dans l'équipe du tournoi
  - nommé meilleur défenseur défensif
  - nommé joueur de l'année

### NCAA
- 2012-2013 : nommé dans la deuxième équipe d'étoiles de l'association de l'Est
- 2013-2014 : 
  - nommé dans la première équipe d'étoiles de l'association de l'Est
  - nommé dans l'équipe type du tournoi final
  - nommé meilleur joueur du tournoi final

### LNH
- 2015-2016 : nommé dans l'équipe étoiles des recrues